# Oscar
Oscar je popularno ime za američku filmsku nagradu Academy Award koju svake godine dodjeljuje Akademija filmskih umjetnosti i znanosti (AMPAS) kako bi se odala počast izvrsnosti profesionalaca u filmskoj industriji, uključujući redatelje, producente i scenariste.

## Pregled
Formalna svečanost na kojoj se nagrade dodjeljuju je među najstarijim, najpoznatijim, najprestižnijim i najgledanijim filmskim svečanostima u svijetu.
Prva dodjela Oscara održana je u četvrtak, 16. svibnja 1929. u Hotel Roosevelt u Hollywoodu kako bi se odala počast filmskim postignućima 1927. i 1928. Domaćini su bili glumac Douglas Fairbanks i redatelj Cecil B. DeMille. 80. dodjela Oscara, koju je vodio Jon Stewart, održana je u nedjelju, 24. veljače 2008. u Kodak Theatreu u Hollywoodu, Los Angeles, Kalifornija.
81. dodjela Oscara s nagradama za najbolje u filmu za 2008. održala se u nedjelju, 22. veljače 2009. u Kodak Theatreu u Hollywoodu.

## Statua Oscara
Službeno ime statue Oscara je Academy Award of Merit (Oscar za zasluge). Izrađena je od pozlaćenog britanija na crnoj metalnoj podlozi, visoka je 34 cm, teži 3,85 kg, a prikazuje viteza u art deco stilu koji drži križarski mač i stoji na vrpci filma s pet žbica. Svaka od pet žbica predstavlja originalne grane Akademije: glumce, scenariste, redatelje, producente i tehničare. Umjetnički direktor MGM-a Cedric Gibbons, jedan od originalnih članova Akademije, nadzirao je dizajn nagradnog trofeja isprintavši dizajn na svitku. Kako mu je trebao model za statuu, Gibbonsa je njegova tadašnja žena upoznala s meksičkim glumcem Emiliom "El Indiom" Fernandezom. Isprva ne baš oduševljen idejom, Fernandeza su na kraju nagovorili da pozira gol kako bi se kreiralo ono što se danas naziva "Oscarom". Tadašnji kipar George Stanley izradio je Gibbonsov dizajn u glini, a Alex Smith je izlio statuu od 92,5 posto kositra i 7,5 posto bakra te ju na kraju pozlatio. Originalni kalup Oscara iz 1928. izliven je u ljevaonici C.W. Shumway & Sons u Bataviji u Illinoisu, koja je pridonijela lijevanju kalupa za Vince Lombardi Trophy i statue nagrada Emmy. Svake godine se izradi oko 40 statua Oscara u Chicagu kod R.S. Owensa. Ako se ne uspije izliti statua koja odgovara strogim standardima, razrezuje se napola i topi. Zbog potpore naporima u Drugom svjetskom ratu između 1942. i 1944., Oscari su izrađivani od gipsa, a nakon rata su zamijenjeni zlatnim statuama.
Podrijetlo imena Oscar je osporavano. Jedna biografija Bette Davis tvrdi da je ona nadjenula Oscara po svom prvom mužu, Harmonu Oscaru Nelsonu; jedan od najranijih zabilježenih spomena pojma Oscar seže u članak časopisa Time iz 1934. o 6. dodjeli Oscara i primanju nagrade Bette Davis 1936. Walt Disney je citiran kako zahvaljuje Akademiji za svoj Oscar još 1932. Jedna druga verzija govori kako je izvršna tajnica Akademije, Margaret Herrick, koja je prvi put vidjela nagradu 1931., rekla kako je podsjeća na njenog ujaka Oscara. Kolumnist Sidney Skolsky bio je nazočan kad se to dogodilo pa je zapisao, "Zaposlenici su oduševljeno svojoj slavnoj statui dali nadimak "Oscar" (Levy, 2003.). I Oscar i Academy Award su registrirani zaštitni znakovi Akademije.
Zaključno s 80. dodjelom Oscara održanom 2008., podijeljeno je ukupno 2696 Oscara. Ukupno 293 (različita) glumca su nagrađena glumačkim Oscarom (uključujući počasne i dječje nagrade).

## Akademija
AMPAS, profesionalna počasna organizacija, 2007. je brojila 5829 članova s pravom glasa. Glumci čine najveći glasački blok s 1311 članova (22 posto).
Svi članovi Akademije moraju biti pozvani da bi se pridružili. Pozivnice šalje Vijeće guvernera u ime Akademijina izvršnog odbora. Članstvo se može postići natjecanjem za nagrade ili drugim doprinosima na filmskom polju. Iako osvajanje Oscara rezultira pozivnicom, članstvo nije automatsko.
Novi uvjeti za članstvo određuju se svake godine. Akademija ne otkriva javnosti svoje članstvo, iako su mediji 2007. najavili imena onih koji su dobili pozivnice. Izvješće iz 2007. otkrilo je da Akademija broji nešto manje od 6000 članova s pravom glasa. Dok je članstvo raslo do 2003., strože mjere su otada ograničile broj članova.
Članstvo Akademije podijeljeno je u 15 branši, predstavljajući različite discipline u filmskoj industriji. Članovi koji ne spadaju niti u jednu branšu mogu pripadati skupini poznatoj pod nazivom "Members at Large".

## Nominacije
Danas, prema Pravilima 2 i 3 službenih Akademijinih pravila, kako bi se kvalificirao, film se mora početi prikazivati u prethodnoj kalendarskoj godini, od ponoći 1. siječnja do 31. prosinca po vremenu Okruga Los Angeles, Kalifornija. Pravilo 2 kaže da film mora biti "dugometražni", minimalno 40 minuta, osim za nagrade za kratke filmove i mora postojati na filmskoj vrpci od 35 mm ili 70 mm, 24 slike/sek. ili 48 slika/sek. u rezoluciji ne manjoj od 1280x720.
Članovi različitih branši nominiraju one u pojedinim područjima dok svi članovi mogu podnijeti nominirane za najbolji film. Pobjednici se određuju u drugom krugu glasovanja u kojem je svim članovima dopušteno da glasaju u svim kategorijama, uključujući najbolji film.
Zaključno sa 79. dodjelom Oscara, 847 članova (bivših i sadašnjih) Ceha glumaca je bilo nominirano za Oscara (u svim kategorijama).

## Svečanost dodjele nagrada

### Prijenos
Glavne nagrade prezentirane su u televizijskom prijenosu, obično u veljači ili ožujku nakon relevantne kalendarske godine, a šest tjedana nakon objave nominiranih. To je do u tančine razrađena svečanost u kojoj pozvani gosti prolaze crvenim tepihom u kreacijama najpoznatijih modnih dizajnera. Smoking je najuobičajenija odjeća kod muškaraca, iako moda može diktirati da ne nose leptir-mašne, dok se glazbenici obično ne pokoravaju ovom običaju. (Izvođači koji su nominirani za najbolju originalnu glazbu obično izvode te pjesme uživo na svečanosti dodjele, a činjenica da nastupaju obično se koristi kako bi se promovirao televizijski prijenos). Akademija je nekoliko godina tvrdila kako prijenos ima milijarde gledatelja u svijetu, ali to nikad nije službeno potvrđeno od nezavisnih izvora. Niti je Akademija objasnila kako je došla do te brojke.
Prijenos dodjele prenosi se na televiziji diljem Sjedinjenih Država (osim na Aljaski i Havajima) i privlači milijune gledatelja širom svijeta. Dodjelu 2007. je gledalo više od 40 milijuna Amerikanaca. Druge dodjele nagrada (kao što su Emmyji, Zlatni globusi i Grammyji) prenose se uživo na Istočnoj obali, ali na Zapadnoj obali s nekoliko sekundi zakašnjenja.
Dodjela je prvi put na televiziji prenošena 1953. na NBC-u. NBC je nastavio prenositi dodjele do 1960. kad je mreža ABC preuzela, prenoseći događaje tijekom sedamdesetih, nakon čega je NBC ponovno preuzeo. ABC je još jednom preuzeo prijenos 1976., a po ugovoru ima pravo na prijenose do 2014.
Nakon što su više od šezdeset godina svečanosti održavane u ožujku ili početkom travnja, premještene su na kraj veljače ili početak ožujka počevši s tim običajem 2004. kako bi se omelo i smanjilo intenzivno lobiranje i marketinške kampanje povezane sa sezonom Oscara u filmskoj industriji. Razlog više bili su povećanje TV gledanosti i sveučilišno košarkaško prvenstvo, što bi se odrazilo na publiku koja gleda Oscare. Dodjele Oscara osvojile su najviše Emmyja u povijesti, s 38 pobjeda i 167 nominacija.
30. ožujka 1981. svečanost je odgođena za jedan dan zbog atentata na predsjednika Ronalda Reagana i druge u Washingtonu. 16. listopada 2006. dodjela je označena kao Nacionalni specijalni sigurnosni događaj od strane američkog Ministarstva domovinske sigurnosti.
Filmskim studijima je strogo zabranjeno reklamiranje filmova tijekom prijenosa.

### Gledanost
Kritičari kao što su Lisa De Moraes iz Washington Posta, Tom O'Neill iz Los Angeles Timesa i Richard Corliss iz Timea istaknuli su da prijenos svečanosti ima zanimljivu svečanost neobičnih uspona i padova u smislu gledanosti.
Povijesno gledano, prijenos Oscara privlačio je veći broj gledatelja kad su komercijalni hitovi bili favoriti za najbolji film. Više od 57,25 milijuna gledatelja pratilo je prijenos 1998., godine kad je trijumfirao Titanic, koji je zaradio oko 500 milijuna dolara u američkim kinima tijekom sezone Oscara. 76. dodjela Oscara na kojoj je Gospodar prstenova: Povratak kralja (dotadašnja zarada u Americi 368 milijuna dolara) osvojio 11 Oscara uključujući najbolji film privukla je 43,56 milijuna gledatelja. Najgledanija ceremonija do danas (prema sistemu Nielsen ratings) bila je 42. dodjela (najbolji film Ponoćni kauboj) koja je 7. travnja 1970. privukla 43,4 posto kućanstava.
Suprotno tome, svečanosti na kojima su trijumfirali filmovi koji su lošije prošli u kinima imale su manju gledanost. 78. dodjelu Oscara, na kojoj je nagrađen niskobudžetni, nezavisni film Fatalna nesreća (s dotadašnjom zaradom od 53,4 milijuna dolara), gledalo je 38,94 milijuna gledatelja, odnosno 22,91 posto kućanstava. Posljednju dodjelu gledalo je 31,76 gledatelja (18,66 posto kućanstava), što je najmanja gledanost do danas. Film dobitnik nagrade za najbolji film bio je još jedan niskobudžetni, nezavisno financirani film (Nema zemlje za starce), koji je do svečanosti zaradio 64,3 milijuna dolara.
Dodjele Oscara i gledanost
| Broj | Dodjela     | Datum             | Najbolji film                       | Trajanje          | Broj gledatelja | Gledanost |
| ---- | ----------- | ----------------- | ----------------------------------- | ----------------- | --------------- | --------- |
| 1    | 70. dodjela | 23. ožujka 1998.  | Titanic                             | 3 sata, 45 minuta | 57,25 milijuna  | 35,32     |
| 2    | 71. dodjela | 21. ožujka 1999.  | Zaljubljeni Shakespeare             | 4 sata, 2 minute  | 45,63 milijuna  | 28,51     |
| 3    | 72. dodjela | 26. ožujka 2000.  | Vrtlog života                       | 4 sata, 4 minute  | 46,53 milijuna  | 29,64     |
| 4    | 73. dodjela | 25. ožujka 2001.  | Gladijator                          | 3 sata, 23 minute | 42,93 milijuna  | 25,86     |
| 5    | 74. dodjela | 24. ožujka 2002.  | Genijalni um                        | 4 sata, 23 minute | 40,54 milijuna  | 25,43     |
| 6    | 75. dodjela | 23. ožujka 2003.  | Chicago                             | 3 sata, 30 minuta | 33,04 milijuna  | 20,58     |
| 7    | 76. dodjela | 29. veljače 2004. | Gospodar prstenova: Povratak kralja | 3 sata, 38 minuta | 43,56 milijuna  | 26,68     |
| 8    | 77. dodjela | 27. veljače 2005. | Djevojka od milijun dolara          | 3 sata, 14 minuta | 42,16 milijuna  | 25,29     |
| 9    | 78. dodjela | 5. ožujka 2006.   | Fatalna nesreća                     | 3 sata, 33 minute | 38,94 milijuna  | 22,91     |
| 10   | 79. dodjela | 25. veljače 2007. | Pokojni                             | 3 sata, 51 minuta | 39,92 milijuna  | 23,65     |
| 11   | 80. dodjela | 24. veljače 2008. | Nema zemlje za starce               | 3 sata, 21 minuta | 31,76 milijuna  | 18,66     |
| 12   | 81. dodjela | 23. veljače 2009. | Milijunaš s ulice                   | 3 sata, 30 minuta | 36,94 milijuna  | 21,68     |

## Kritike
Kritičari su uvijek naglašavali da filmovi dobitnici nagrade za najbolji film u prošlosti nisu preživjeli test vremena. Nekoliko ovih filmova, kao što su Put oko svijeta u 80 dana, Grand Hotel i Najveća predstava na svijetu Cecila B. DeMillea često se smatraju kao primjeri filmova koji se nisu oduprijeli vremenu i ostavili takav snažan dojam kao u vrijeme izlaska. Nekoliko filmova koji su stekli velike pohvale kritičara nisu proglašeni najboljima, kao što su naširoko hvaljeni Građanin Kane Orsona Wellesa i Dr. Strangelove ili: Kako sam naučio ne brinuti i zavolio bombu, Paklena naranča i Barry Lyndon, svi koje je režirao Stanley Kubrick.
Sugerirano je da su glumci hendikepirani komičarskim ulogama jer je vrlo malo nagrada dodijeljeno za uloge koje se smatra prvenstveno komičarskim. Jack Black, John C. Reilly i Will Ferrell šalili su se na račun ovoga na 79. dodjeli Oscara. Bez obzira na to, svaka od glumačkih kategorija može se pohvaliti primjerima komičarskih izvedbi koje se nagrađene Oscarom. To su primjerice glavni glumci James Stewart u Priči iz Philadelphije i Jack Nicholson u Bolje ne može, najbolje glumice Judy Holliday u Jučer rođena, Glenda Jackson u Putu u visoko društvo i Helen Hunt u Bolje ne može, najbolji sporedni glumci Jack Lemmon u Gospodin Roberts i Kevin Kline u Riba zvana Wanda, te najbolje sporedne glumice Josephine Hull u Harveyju, Marisa Tomei u Moj rođak Vinnie, Goldie Hawn u Kaktusovu cvijetu i Jessica Lange u Tootsie.
Studiji puno ulažu u lobiranje da bi njihovi filmovi ušli u konkurenciju, što vodi do prigovora da nominacije i nagrade mogu u velikoj mjeri biti rezultat ovih lobiranja, a ne kvalitete.
Kako su Oscari posljednjih godina postali popularniji, mnogi internetski portali se sve više zanimaju za utrku za Oscarima. Internetske stranice fokusiraju se na Oscarovsku "groznicu" i pozivaju čitatelje da tijekom godine nagađaju koji bi filmovi mogli biti izabrani.

## Kategorije nagrada

### Oscari za zasluge

#### Trenutne nagrade
Produkcija:
- Najbolji film (1927. -)
- Najbolji redatelj (1927. -)
- Najbolji originalni scenarij (1940. -)
- Najbolji adaptirani scenarij (1928. -)

Gluma:
- Najbolji glumac (1927. -)
- Najbolja glumica (1927. -)
- Najbolji sporedni glumac (1936. -)
- Najbolja sporedna glumica (1936. -)

Tehnička produkcija:
- Najbolja scenografija (1927. -)
- Najbolja fotografija (1927. -)
- Najbolja montaža (1935. -)

Zvučni i vizualni efekti:
- Najbolji vizualni efekti (1939. -)
- Najbolji zvuk (miksanje) (1930. -)
- Najbolja montaža zvuka (1963. -)

Glazba:
- Najbolja originalna pjesma (1934. -)
- Najbolja originalna glazba (1934. -)

Kostimi i šminka:
- Najbolji dizajn kostima (1948. -)
- Najbolja šminka (1981. -)

Animacija:
- Najbolji animirani film (2001. -)
- Najbolji kratkometražni animirani film (1931. -)

Dokumentarci:
- Najbolji dokumentarni film
- Najbolji kratkometražni dokumentarni film

Ostalo:
- Najbolji strani film (1947. -)
- Najbolji kratkometražni igrani film (1931. -)

#### Umirovljene kategorije
- Najbolji redatelj komedije (samo 1928.)
- Najbolji pomoćnik redatelja (1933. – 1937.)
- Najbolja plesna režija (1935. – 1937.)
- Najbolji tehnički efekti (samo 1927./1928.)
- Najbolja glazba - adaptacija ili obrada
- Najbolja originalni glazbeni broj ili glazbeni broj za komediju (1995. – 1999.)
- Najbolji kratkometražni film u boji (1936. – 1937.)
- Najbolji kratkometražni igrani film, dvije role (1936. – 1956.)
- Najbolji kratki film-novitet (1932. – 1935.)
- Najbolja originalna priča (1927. – 1956.)
- Najbolja jedinstvena i umjetnička kvaliteta produkcije ( samo 1927./1928.)
- Najbolji ispis titlova (samo 1927./1928.)

U prvim godinama nagrade, kategorija najboljeg redatelja bila je podijeljena u odvojene kategorije drame i komedije. Jedno vrijeme je i kategorija najbolja originalna glazba bila podijeljena na odvojene kategorije drame i komedije/mjuzikla. Danas je najbolja originalna glazba jedinstvena kategorija. Od tridesetih kroz šezdesete, kategorije fotografije, scenografije i dizajna kostima bile se podijeljene u odvojene kategorije za crno bijele i filmove u boji.

#### Predložene kategorije
Odbor guvernera sastaje se svake godine kako bi raspravljao o novim kategorijama. Do danas, sljedeće predložene kategorije nisu odobrene.
- Najbolji casting: odbijena 1999.
- Najbolja koordinacija kaskaderstva: odbijena 1999.; odbijeno 2005.[35]
- Najbolji dizajn titlova: odbijena 1999.

### Posebne kategorije
Ove nagrade izglasovali su specijalni odbori, a ne članovi Akademije u cijelosti, ali pojedinac izabran kao dobitnik specijalne nagrade može odbiti ponudu.

#### Trenutne specijalne kategorije
- Oscar za životno djelo (1927. -)
- Oscar za specijalna postignuća
- Oscar za znanstvena ili tehnička postignuća (1931. -) (na tri razine nagrada)
- Nagrada Irving G. Thalberg Memorial (1938. -)
- Humanitarna nagrada Jean Hersholt
- Nagrada Gordon E. Sawyer

#### Umirovljene specijalne kategorije
- Dječji Oscar (1934. – 1960.)
- DAM tehnološka nagrada (1936. – 1937.)

## Vanjske poveznice
- Oscars.org (službena stranica Akademije)
- Oscar.com (službena promotivna stranica svečanosti dodjele)
- Baza podataka Oscara  Arhivirana inačica izvorne stranice od 13. rujna 2008. (Wayback Machine) (službena stranica)
- Oscari na IMDb-u  Arhivirana inačica izvorne stranice od 9. travnja 2010. (Wayback Machine)
- Potpuni popis nominiranih za Oscara
- Link na DVD popis svih dobitnika nagrade za najbolji film  Arhivirana inačica izvorne stranice od 20. lipnja 2008. (Wayback Machine)
- Oscari na YouTubeu